# Thermoisoplethendiagramm
Das Thermoisoplethendiagramm (anhörenⓘ) ist ein Klimadiagramm, das die Tageskurven der Lufttemperatur im Verlauf eines Jahres an einem Ort zeigt. Es macht sowohl den Tages- als auch den Jahresgang der Lufttemperaturen an diesem Ort sichtbar und eignet sich unter anderem dazu festzustellen, ob ein Jahreszeitenklima oder ein Tageszeitenklima vorliegt. Die Temperaturamplitude des Jahres weist außerdem – ebenso wie bei einem normalen Klimadiagramm – auf die geographische Lage hin und enthält Information über den Klimatyp wie beispielsweise Seeklima oder Kontinentalklima. Im Unterschied zum normalen Klimadiagramm können aus einem Thermoisoplethendiagramm die nächtlichen Tiefstwerte und Tageshöchstwerte der Temperatur sowie auch alle dazwischen im Tagesverlauf gemessenen Temperaturwerte einzeln abgelesen werden.
Isoplethen- und Isothermendiagramme gehen auf Alexander von Humboldt zurück. Carl Troll griff die Darstellungsform des Thermoisoplethendiagramms 1941 und 1943 auf.

## Aufbau

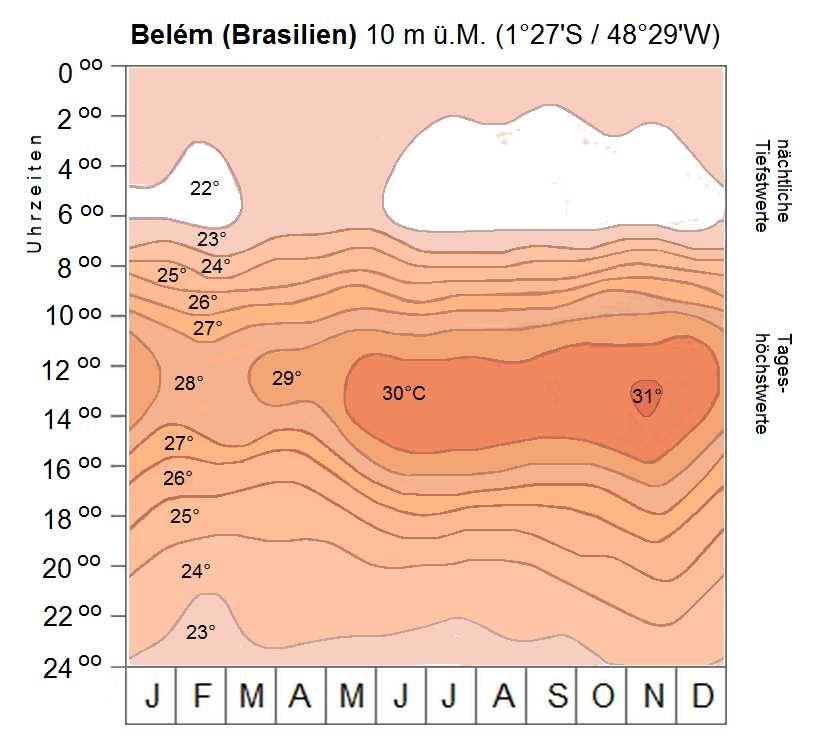
Thermoisoplethen von Belém: tropisches Tageszeitenklima. Rascher Temperaturanstieg nach Sonnenaufgang, Abkühlung durch den Mittagsregen, danach sehr langsames Absinken nach Sonnenuntergang durch den feuchtigkeitsbedingten natürlichen Treibhauseffekt.

Thermoisoplethen von Irkutsk: hochkontinentales Jahreszeitenklima

In der Überschrift des Thermoisoplethendiagramms steht der Ortsname bzw. Name der meteorologischen Station mit der Angabe der Koordinaten und der Höhe über dem Meeresspiegel. Das Diagramm ist wie folgt eingeteilt: 
Auf der Rechtsachse stehen die Anfangsbuchstaben der zwölf Monate des Jahres. Auf der Nordhalbkugel wird das Jahr mit Januar beginnend angegeben. Für die Südhalbkugel kann alternativ auch der Juli als erster Monat gewählt werden, so dass Dezember und Januar als Sommermonate in der Mitte liegen. Da es in den Tropen keinen Winter gibt, kann das Jahr wahlweise mit Januar oder mit Juli beginnend eingetragen sein. Auf der Hochachse stehen von oben nach unten die 24 Stunden eines Tages. 
Die an vielen Zeitpunkten im Tagesverlauf gemessene Lufttemperatur wird festgehalten, wobei die Mittelwerte der Stundentemperaturen des Tages als Grundlage dienen. Im Diagramm werden benachbarte Punkte der gleichen Temperatur mit Linien, den sogenannten Isoplethen verbunden, ähnlich den Höhenlinien auf einer topographischen Karte. Der Übersichtlichkeit wegen werden die unterschiedlichen Temperaturbereiche mittels farblicher Hervorhebung unterteilt und einige dann meist fett gedruckte Isoplethen werden beschriftet.
Zusätzlich lassen sich auch noch andere Informationen in einem Thermoisoplethendiagramm unterbringen. So geben Strich-Punkt-Linien bei außertropischen Stationen den jeweiligen Zeitpunkt des Sonnenaufgangs und Sonnenuntergangs an; in den Polarzonen hingegen die Dauer von Polartag und Polarnacht. Liegt die Station zwischen den Wendekreisen, so geben senkrecht gestrichelte Linien den Zenitstand der Sonne an. Die waagerecht gestrichelten Linien bei 6, 12 und 18 Uhr dienen allerdings nur der Erleichterung des Ablesens.

## Interpretation
Bei der Interpretation des Diagrammes ist der Verlauf der Isoplethen entscheidend. Ist dieser nahezu parallel zur Tageszeitenachse (vertikal), so lässt sich daraus schließen, dass sich die Temperatur im Tageslauf nur geringfügig verändert, während im Jahresverlauf größere Schwankungen stattfinden. Deswegen spricht man hier von einem thermischen Jahreszeitenklima. Verlaufen sie hingegen weitestgehend parallel zur Monatsachse (horizontal), ist es genau umgekehrt: Die größten Temperaturschwankungen finden im Verlauf von Tag und Nacht statt, während über das Jahr hinweg die Temperaturen fast konstant bleiben. Wenn dem so ist, spricht man von einem Tageszeitenklima.
Doppelt ellipsenförmige Isoplethen („liegende Acht“) lassen auf einen zweimaligen Durchlauf des Zenitstands schließen, wie er nur in den inneren Tropen vorkommt. Kreisähnliche Isoplethen bedeuten sowohl tages- als auch jahreszeitliche Temperaturunterschiede (Gemäßigte Breiten).
Ein Indiz für die Stärke der Schwankung stellt die Isoplethendichte dar, wobei gilt: Je mehr Isoplethen vorhanden sind, umso größer ist natürlich die Schwankung der Temperatur.